# Méreuil
Méreuil település Franciaországban, Hautes-Alpes megyében. Lakosainak száma 105 fő (2022. január 1.). Méreuil Le Bersac, Chanousse, Montclus, Montrond, Serres és Trescléoux községekkel határos.

## Népesség
A település népességének változása:
| Lakosok száma | 95   | 83   | 104  | 82   | 86   | 80   | 84   | 86   | 92   | 105  |
|               | 1968 | 1982 | 1990 | 2006 | 2013 | 2015 | 2017 | 2019 | 2020 | 2022 |